# LZ-703 (Spanje)
De LZ-703 is een verkeersweg op het Spaanse eiland Lanzarote. De weg loopt vanaf de plaats Femés (waar de weg aansluit op de LZ-702) naar het westen via Las Brenas en langs de zoutvelden (Salinas de Janubio) en de rotsformatie (Los Hervideros) naar de plaats El Golfo aan de westkust.

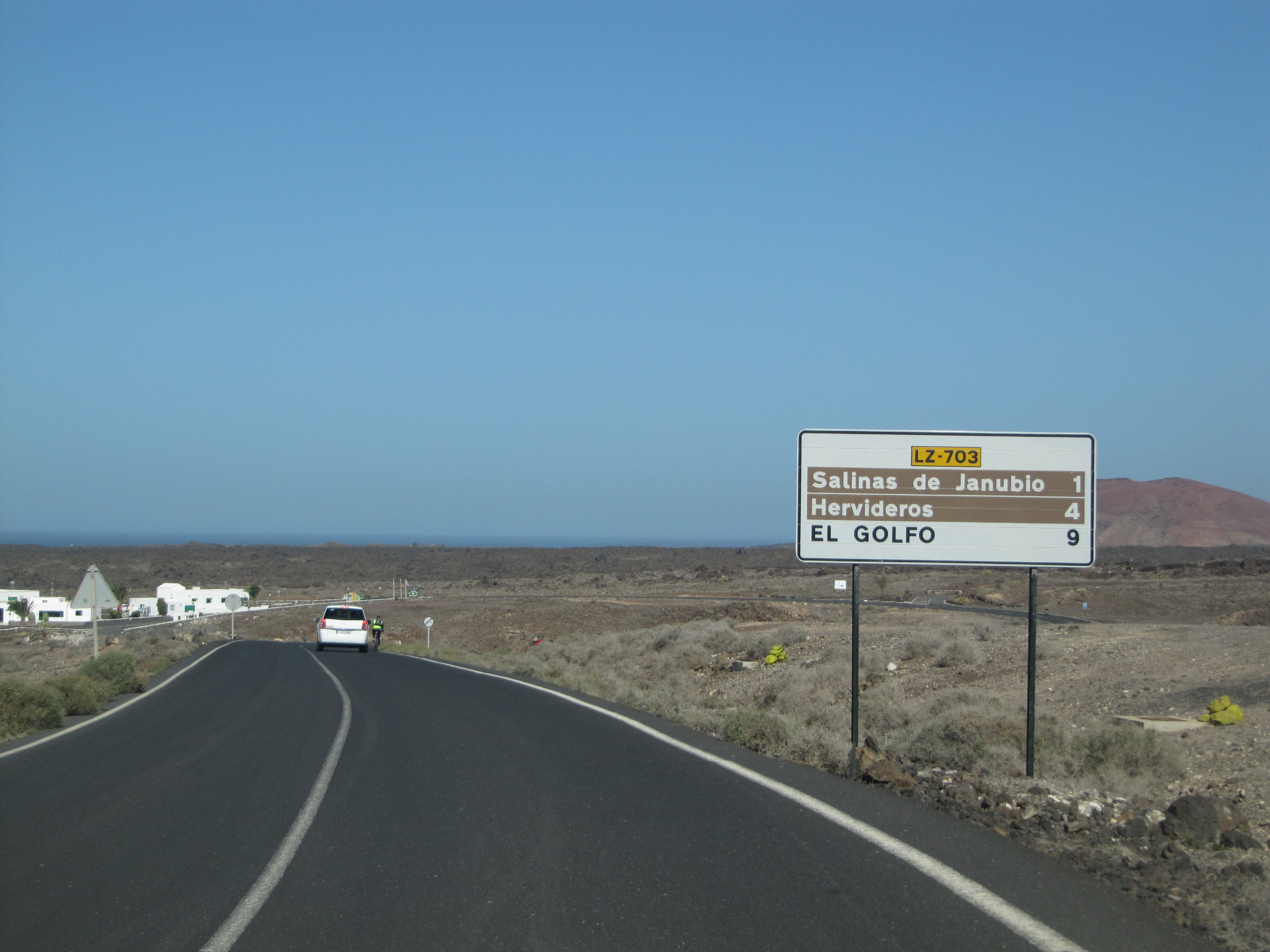
Bord met de attracties langs de LZ-703